# Tavshut
Tavshut (in armeno Թավշուտ?) è un comune di 370 abitanti (2001) della provincia di Shirak in Armenia.